# Лопес Перес, Ригоберто
Ригобе́рто Ло́пес Пе́рес (исп. Rigoberto López Pérez; 13 мая 1929 — 21 сентября 1956, Леон, Никарагуа) — никарагуанский поэт, национальный герой Никарагуа.

## Убийство диктатора
Состоял в Независимой либеральной партии. В 1956 году участвовал в революционном заговоре группы молодых поэтов. Они намеревались убить никарагуанского диктатора Анастасио Сомосу и поднять вооруженное восстание. Убийство планировалось совершить 21 сентября в Леоне во время бала, организованного в честь выдвижения диктатора кандидатом в президенты на очередной срок. Исполнителем должен был стать Ригоберто. Перед самым балом друзья сообщили Ригоберто, что план восстания провалился и операция откладывается, но он принял решение довести начатое до конца, так как другой такой возможности могло не представиться. Во время танца, приблизившись к Сомосе на необходимое расстояние, Ригоберто достал пистолет и успел сделать семь выстрелов — до того как охрана диктатора расстреляла его. Четыре пули из семи достигли цели. Сомосу вертолётом доставили в госпиталь в районе Панамского канала, где лучшие хирурги США боролись за его жизнь в течение 8 дней. 29 сентября Сомоса умер.

## Политическое использование имени
В честь Ригоберто Лопеса назывались различные боевые подразделения Сандинистского фронта национального освобождения.
В то же время к образу сандинистского героя обращаются и непримиримые противники СФНО. Именем Ригоберто Лопеса Переса — Comando de Justicia Nacional Rigoberto López Pérez, CRLP; Команда национальной справедливости Ригоберто Лопес Перес — назвалась подпольная антисандинистская организация, в марте 2012 года выступившая с призывом к партизанской борьбе против «военной диктатуры Даниэля Ортеги». CRLP призвала антисандинистские организации — FDC 380, FASN—EP, Copan — к объединению в единый вооружённый фронт.